# Hel van het Mergelland 2010
L'Hel van het Mergelland 2010, trentasettesima edizione della corsa, valido come evento dell'UCI Europe Tour 2010 categoria 1.1, si svolse il 3 aprile 2010 su un percorso di 195 km. Fu vinto dal francese Yann Huguet, che terminò la gara in 5h 09' 07" alla media di 37,84 km/h.
Furono 48 i ciclisti che portarono a termine la competizione.

## Ordine d'arrivo (Top 10)
| Pos. | Corridore        | Squadra      | Tempo    |
| ---- | ---------------- | ------------ | -------- |
| 1    | Yann Huguet      | Skil-Shimano | 5h09'07" |
| 2    | Jos van Emden    | Rabobank     | s.t.     |
| 3    | Dominic Klemme   | Saxo Bank    | a 9"     |
| 4    | Simon Geschke    | Skil-Shimano | s.t.     |
| 5    | Koos Moerenhout  | Rabobank     | s.t.     |
| 6    | Federico Canuti  | Colnago      | s.t.     |
| 7    | Gert Dockx       | HTC-Columbia | s.t.     |
| 8    | Albert Timmer    | Skil-Shimano | s.t.     |
| 9    | Preben Van Hecke | Topsport Vl. | s.t.     |
| 10   | Arnoud van Groen | Vacansoleil  | a 12"    |